# 中野雅代
中野 雅代（なかの まさよ、1975年1月29日 - ）は、フリーランスで活動している日本のモデル。本名：中野 雅代（なかの まさよ）。旧姓：越山 雅代（こしやま まさよ）。

## 経歴
京都府出身、大阪府在住。
1993年、関西国際ボートショーのマーメイドクイーンとしてグランプリを受賞。このほか、ミス関西ウォーカーやCRゼロヨンクイーンコンテストでもグランプリを受賞している。
その後は関西を中心にモデルやテレビタレントとして活動。フォーミュラ・ニッポン、スーパー耐久、全日本GT選手権などにもレースクイーンとして参加した。
25歳のときに結婚。それを機に一時引退していたが、2013年、38歳のときにミセスモデルとして活動を再開した。モデル事務所にしばらく在籍した後、フリーランスでの活動を開始する。

## 出演
特記のないものは、すべてモデルキャスティングサービスサイト（下記外部リンク節を参照）に掲載されているプロフィールからの参考。

### テレビ番組
- LALAバイクパラダイス（テレビ大阪） - レギュラー
- ビデリンが行く!（毎日放送） - レギュラー
- 真夜中市場〜ハイヒールの眠れない夜〜（関西テレビ） - 着用モデル

### CM
- 政府広報 新型コロナウイルス対策CM（2020年）
- ロイヤル住建 ウェブCM

### その他の映像
- 富山県＆JTB合同企画 立山黒部アルペンルート
- 住友不動産 ビデオパッケージ ミセス
- スポーツ推進ムービー
- アストラゼネカ ムービー
- 梅田サイファー「いつかまた feat. KBD, tella, コーラ, peko, teppei, KZ & R-指定 (prod.tofubeats)」ミュージックビデオ（2021年） - 母親 役[4]

### スチール
- ひらかたパーク - 看板
- JAバンク大阪信連 - キャンペーン広告、ポスター
- 女性専用フィットネスfurdi - 看板、広告全般
- 富山県＆JTB合同企画 立山黒部アルペンルート - 広告
- ウエディングFARBE
- 和田興産 - 広告

### 雑誌掲載
- 関西ウォーカー（角川書店） - 独身時代の発行号に掲載。
- CAR ROAD - 独身時代の発行号に掲載。